# Václav Beneš Optát
Václav Beneš Optát z Telče (konec 15. století Telč – před 30. března 1559, Mostkovice) byl utrakvistický kněz, spoluautor první české gramatiky, překladatel Nového zákona do češtiny.
Václav Beneš Optát, původem z Telče, působil od roku 1520 v Německu jako katolický kněz, ale záhy přestoupil k utrakvistům. Václav Meziříčský z Lomnice jej ještě před rokem 1530 povolal do Náměšti nad Oslavou jako vychovatele svých synů. Zemřel roku 1559 v Mostkovicích u Prostějova. Od roku 1946 je po něm pojmenována ulice Optátova v městské části Brno-Jundrov.
Kvůli plánovanému překladu Nového zákona Václav Beneš Optát spolu s Petrem Gzelem z Prahy napsali Ortographii, první samostatnou část nejstarší české gramatiky, tj. Grammatiky české v dvojí stránce. Z tohoto díla vychází roku 1535 jeho další spis Isagogicon, obsahující základy fonetiky, čtení a také jednu z prvních českých početnic, vydanou roku 1548 samostatně pod názvem Knížky Početní na rozličné Koupě v nové vytištěné.

## Překlad Nového zákona
V roce 1533 vyšel tiskem Optátův a Gzelův překlad Nového zákona Nový Testament založený na Erasmově řecko-latinském textu. Posloužil si také bohatě Erasmovými spisy Annotationes (s podrobnými výklady významů biblických výrazů) a Paraphrases (volné přetlumočení novozákonních dějů a křesťanské nauky). Díky tomu mohl Optát poskytnout zcela nový překlad mnohých výrazů. Optát konzultoval současně i Lefèvrův soudobý překlad téže předlohy do francouzštiny a jeho komentáře k evangeliím a k novozákonním listům. Podobně se inspiroval i německými překlady do živého jazyka.
Optát sám připojuje na několika místech výklady některých pojmů („evangelium“, „úmluva“, „mistři“ apod.).
Z hlediska typografického je Optátovo dílo provedeno inovátorsky, poprvé je v něm např. použito velkých i malých písmen antikvy pro sazbu českého textu (základní biblický text je však tištěn švabachem). Má nejmenší formát ze všech tehdejších textů Nového zákona, vyznačuje básnické části odděleně po verších, používá trojího písma a dělení na odstavce. Poprvé jsou v něm Skutky apoštolů řazeny hned za evangelium podle Jana a nikoli až za List Židům.
Význam Optátova překladu spočívá v tom, že se jedná o první českojazyčný překlad Nového zákona pořízený z jazyka původního – řečtiny pouze s přihlédnutím k latinskojazyčné Vulgátě. Optát se navíc snažil o co největší věrnost Erasmovu textu, takže se nenechal omezit žádným z tehdejších překladů jako vůdčím textem. Pro překlad zvolil jazyk lidový a současný, záměrně se odchýlil od vznešené a archaické (archaizující) češtiny, která byla typická pro tradiční český biblický překlad. Tím splnil přání Lutherovo, aby byla Bible překládána do živého, lidu srozumitelného jazyka.